# هاتشتدترمارش
هاتشتدترمارش (به آلمانی: Hattstedtermarsch) یک شهر در آلمان است که در نوردفرایسلند واقع شده‌است.
 هاتشتدترمارش  ۳۲۵ نفر جمعیت دارد.